# Jean-Alexis Timmermans

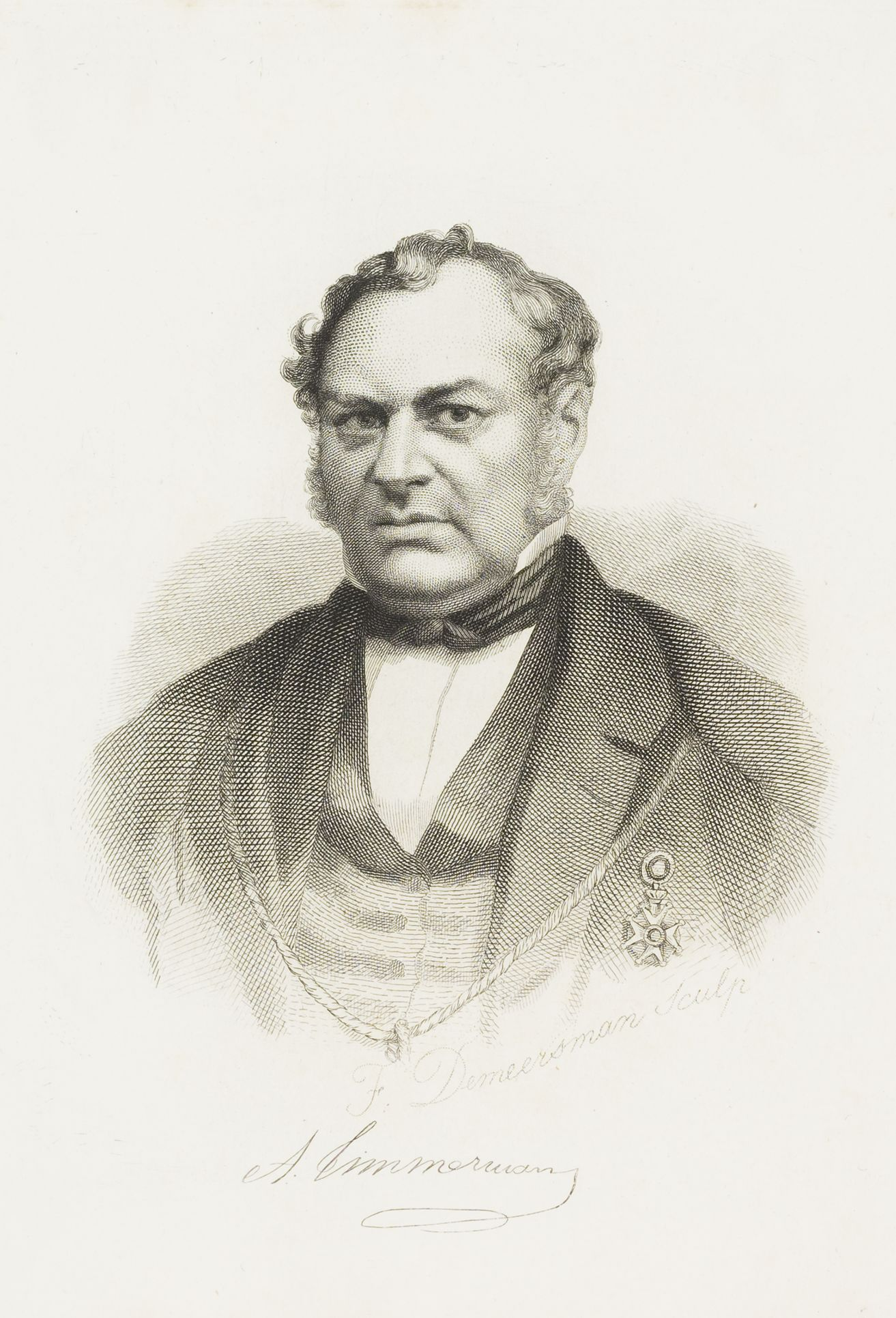
Alexis Timmermans

Jean-Alexis Timmermans (* 22. August 1801 in Brüssel; † 31. August 1864 in Gent) war ein belgischer Mathematiker.

## Leben
Nach dem Besuch des Gymnasiums am Athenäum in Brüssel studierte er in Gent und wurde dort 1822 mit der geowissenschaftlichen Schrift De figura terrae tum hydrostaticae legibus, tum observationibus determinata promoviert. Anschließend übernahm er eine Lehrtätigkeit in Gent und am Athenäum von Tournai. 1830 gab er mit Beginn der Unabhängigkeit Belgiens seine Lehrtätigkeit auf, trat in die Armee ein und wurde Hauptmann einer Pioniereinheit. Nachdem eine seiner Veröffentlichungen mit einem Preis der Académie royale des Sciences et Belles-Lettres de Bruxelles ausgezeichnet wurde, wurde er im Oktober 1833 zum Mitglied der Académie gewählt. Im selben Jahr wurde er Professor für Analysis und Mechanik an der Universität Gent.
Neben einem Lehrbuch zur Differential- und Integralrechnung und Aufsätzen und Büchern zur Mechanik veröffentlichte er wissenschaftliche Beiträge zu verschiedenen Problemen der Analysis, so zu partiellen Differentialgleichungen mit variablen Koeffizienten. 
1838 erhielt er den Leopoldsorden (Ritter), 1860 wurde er zum Offizier befördert.